# Rondibilis coreana
Rondibilis coreana är en skalbaggsart som först beskrevs av Stefan von Breuning 1974.  Rondibilis coreana ingår i släktet Rondibilis och familjen långhorningar. Inga underarter finns listade i Catalogue of Life.